# Relaciones Luxemburgo-Venezuela
Las relaciones Luxemburgo-Venezuela se refieren a las relaciones internacionales que existen entre Luxemburgo y Venezuela.

## Historia
Luxemburgo estuvo entre los 28 países de la Unión Europea que desconocieron los resultados de las elecciones de la Asamblea Nacional Constituyente de Venezuela de 2017. Luxemburgo también desconoció los resultado de las elecciones presidenciales de Venezuela de 2018, donde Nicolás Maduro fue declarado como ganador.[cita requerida]
En 2019, durante la crisis presidencial de Venezuela, Luxemburgo reconoció a Juan Guaidó como presidente de Venezuela.